# حوزه انتخابیه هشترود و چاراویماق
حوزهٔ انتخابیه هشترود و چاراویماق از حوزهٔ انتخاباتی استان آذربایجان شرقی است که به مرکزیت هشترود می‌باشد.

## نمایندگان

### دورهٔ دهم
سید حمزه امینی